# 中華航空227號班機空難
中華航空227號班機空難是中華航空公司由花蓮機場經臺東豐年機場飛往高雄機場的班機。

## 客機
此次事故的道格拉斯DC-3編號B-309飛機，是永安航空於1967年時以四萬美金購入，因中華航空公司國內航線增加航班，機隊不敷使用，乃於1968年3月向永安航空承租此飛機，按飛行時間計算租金使用。

## 過程
1969年1月2日，編號為B-309的道格拉斯DC-3客機執行此航班，搭載24名乘客及機組員，在大武山墜毀，造成24人死亡，這是中華航空公司第一次失事。

## 原因
中華航空227號班機在山區飛行突然遇到下沉氣流，使得高度突然下降而撞山。

## 外部連結
- 事故概況（页面存档备份，存于）